# Narciss (càmera)
La Narciss (Нарцисс) és la primera càmera reflex en miniatura de 16 mm, va ser fabricada per l'empresa d'òptiques russa Krasnogorsky Mekhanichesky Zavod (KMZ) entre 1961 i 1965. La càmera es va produir originalment per a ús mèdic i científic, però més tard també es va posar a la venda per a fotògrafs habituals. En total es van produir 10.939 càmeres Narciss.
La mida del negatiu és de 14x21mm, el qual és el negatiu més gran utilitzat amb una pel·lícula de 16mm no perforada.
L'objectiu i el pentaprisma són intercanviables i es pot usar amb un pentaprisma normal o un tipus lupa.
Les càmeres de producció habituals venien amb el cos cromat i coberta de cos negre o blanc ivori i, les versions d'exportació etiquetades en anglès com a Narciss només estaven disponibles en color negre. Hi havia una variant amb el cos gris, però aquesta és extremadament rara.

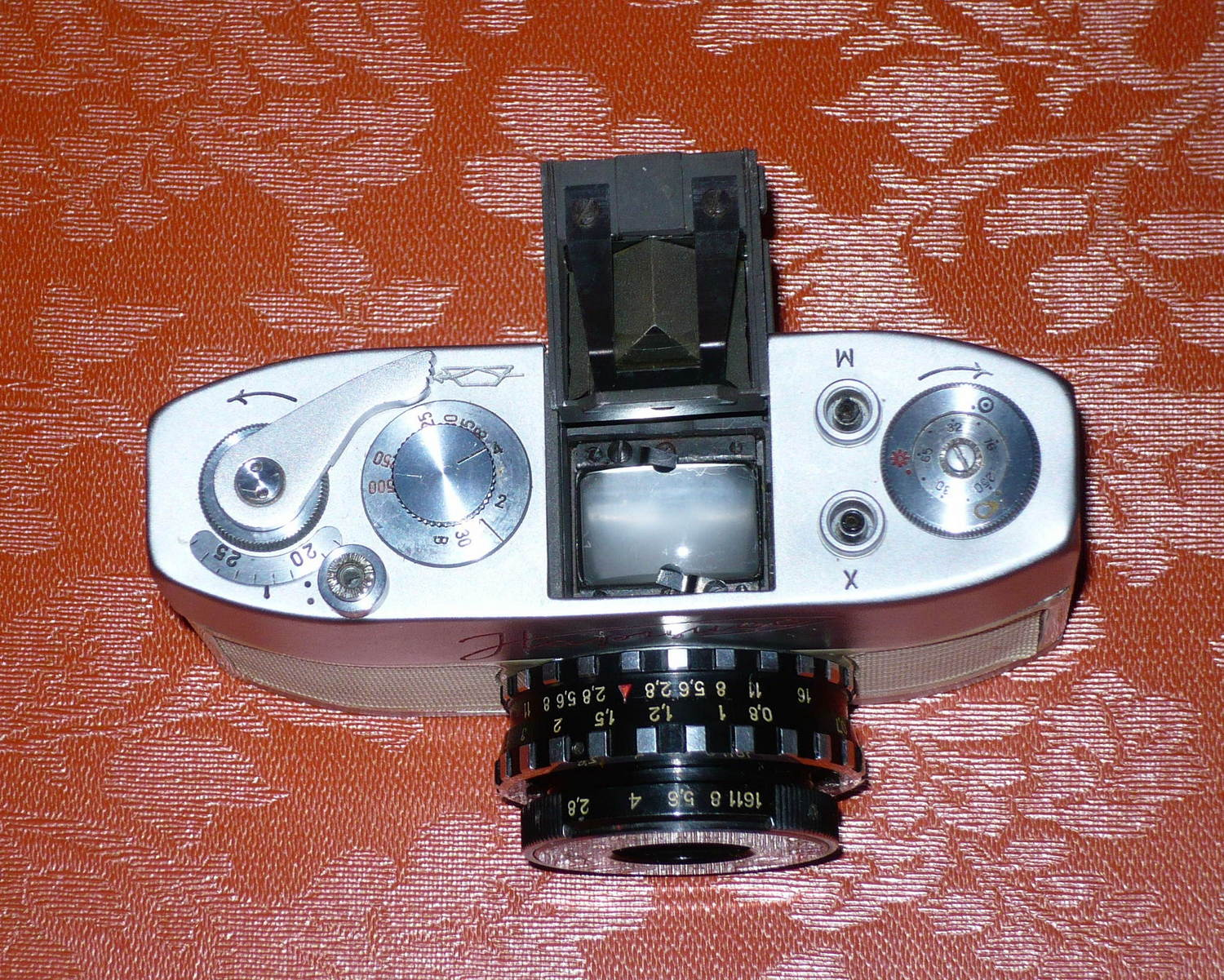
Narciss sense el pentaprisma

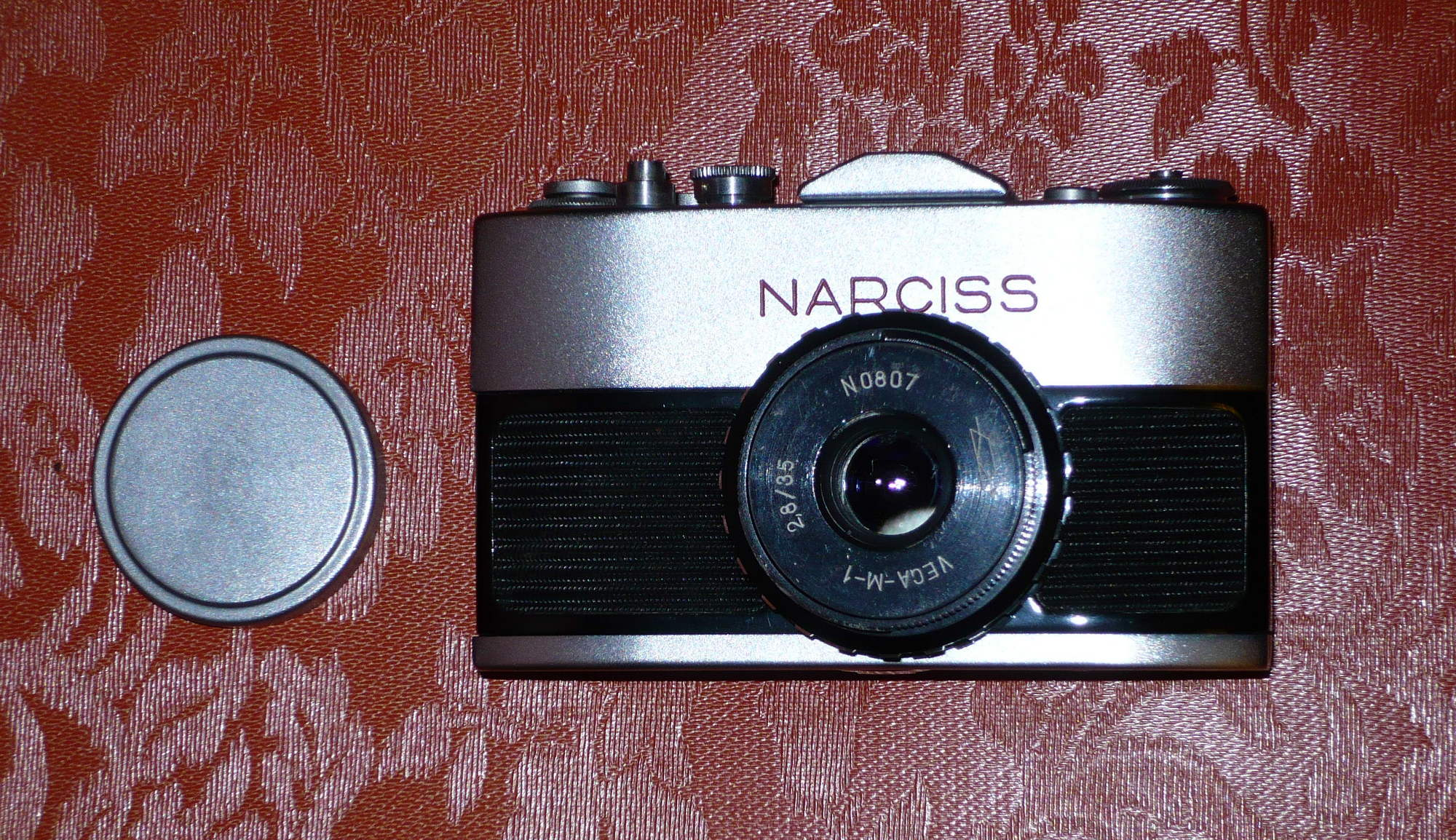
Narciss en negre

## Característiques
Les seves característiques més destacades són:
- Muntura Rosca M24
- Negatiu de 14x21mm amb pel·lícula de 16mm
- Obturador de pla focal i sincronització amb flash
- No consta de fotòmetre i s'ha de medir la llum amb un extern
- Temps d'exposició: Bulb o 1/2s - 1/500s[4]
- Rosca de trípode: 3⁄8 pulzades
- Pes: 290g (sense objectiu), 340g (amb l'objectiu Vega 35mm f/2.8)

## Objectius[2]
La muntura de les càmeres Narciss també s'anomena com a rosca M24 i té un diàmetre de 24mm i una distància focal de brida de 28,8mm.
La lent estàndard en els primers models era l'Industar-60 35 mm f/3.5, però més tard es va substituir per la Vega M-1 35mm f/2.8.
| Distància focal | Obertura | Equivalencia 35mm | Distància mínima d'enfoc |
| --------------- | -------- | ----------------- | ------------------------ |
| 28mm            | 2.0      | 48mm              | -                        |
| 28mm            | 2.8      | 48mm              | -                        |
| 35mm            | 3.5      | 60mm              | -                        |
| 35mm            | 2.8      | 60mm              | 0.50m                    |
| 50mm            | 2.0      | 86mm              | -                        |

## Adaptadors
Gràcies a un adaptador de rosca M39, el qual venia inclòs amb la càmera, es poden utilitzar òptiques amb aquesta muntura que fabricava Zenit amb una distància entre la brida i el pla de pel·lícula de 45,2 mm. La rosca M39 usada per Leica amb distància entre el pla de la pel·lícula i la brida 28,8 mm no és compatible.

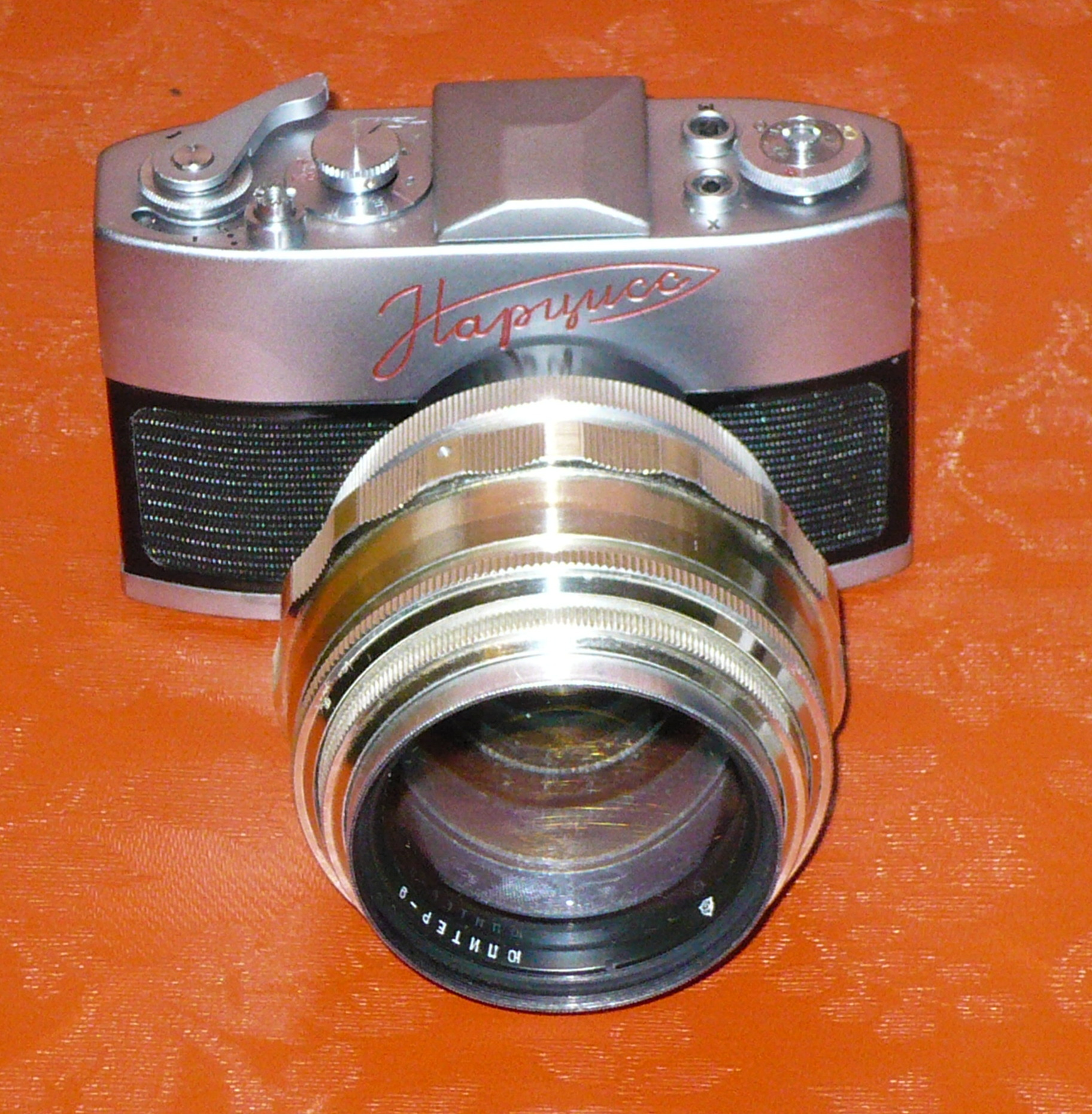
Narciss amb l'adaptador a rosca M39 i un objectiu Jupiter-9 85mm f/2

També va existir un adaptador per a microscopi, ja que la càmera estava pensada per un ús científic o mèdic.
Estaven disponibles talladors de pel·lícula, els retallen i eliminen les perforacions de la pel·lícula de 35mm per produir una tira de 16 mm utilitzable a la Narciss.